# Angelo Schiavio
Angelo Schiavio (Bolonya, 15 d'octubre de 1905 - 17 d'abril de 1990) fou un futbolista italià dels anys 30.
Schiavio passà tota la seva carrera al mateix club, el Bologna FC, club de la seva ciutat. Debutà al primer equip la temporada 1922-1923, jugant 6 partits i marcant 6 gols. El 1925 guanyà la lliga italiana, en la qual marcà 16 gols en 27 partits. Repetí títol el 1928-1929, en la qual marcà 30 gols en 26 partits. El 1931-1932 fou màxim golejador de la lliga italiana de futbol amb 25 gols. Dues noves lligues arribaren els anys 1936 i 1937. La seva darrera temporada al club fou la 1938-1939.
En total jugà 16 temporades al Bolonya, marcant la xifra rècord per al club de 244 gols en totes les competicions, 109 a la Sèrie A.
Debutà amb la selecció italiana el 1925, quan només tenia 20 anys. Marcà els dos gols en una victòria per 2-1 davant Iugoslàvia a Pàdova. Participà en els Jocs Olímpics de 1928 on marcà quatre gols en quatre partits i guanyà la medalla de bronze. També fou campió del Món al Mundial de 1934, on marcà quatre gols. En total jugà 21 partits amb Itàlia i marcà 15 gols.